# Берндорф (Нижня Австрія)
Берндорф (нім. Berndorf) — місто в Австрії, у федеральній землі Нижня Австрія.
Входить до складу округу Баден. Населення становить 9064 особи (на 1 січня 2018 року). Займає площу 17,58 км².
Поділяється на 4 дільниці: Berndorf-Stadt, St. Veit, Ödlitz, Veitsau / Steinhof.